# Осредек (Загорє-об-Саві)
Осредек (словен. Osredek) — поселення в общині Загорє-об-Саві, Засавський регіон, Словенія. Висота над рівнем моря: 748,9 м.